# Venturia spectabilis
Venturia spectabilis là một loài tò vò trong họ Ichneumonidae.